# Shania Twain (album)
Shania Twain er det selvbetitlede debutalbum fra den canadiske sanger Shania Twain, som blev udgivet den 20. april 1993. Selvom det ikke oprindeligt blev et hit ved udgivelsen, så gjorde Twains efterfølgende succesfulde albums, der gav hende store mængder fans, at der blev mere interesse i Shania Twain, hvilket i sidste ende gjrode, at det certificeret platin i USA for et salg på over 1 million eksemplarer. Ingen af albummets singler var inkluderet på Twains Greatest Hits, der udkom i 2004.
Tre sange var oprindeligt indspillet af andre kunstnere; "There Goes the Neighborhood" var indspillet af Joe Diffie på hans album A Thousand Winding Roads fra 1990, "When He Leaves You" var udgivet som single af Donna Meade i 1989 og  "You Lay a Whole Lot of Love on Me" var indspillet af  Con Hunley i 1980 og Tom Jones i 1983.

## Spor
| #   | Titel                                 | Længde |
| --- | ------------------------------------- | ------ |
| 1.  | "What Made You Say That"              | 2:58   |
| 2.  | "You Lay a Whole Lot of Love on Me"   | 2:48   |
| 3.  | "Dance with the One That Brought You" | 2:23   |
| 4.  | "Still Under the Weather"             | 3:06   |
| 5.  | "God Ain't Gonna Getcha for That"     | 2:44   |
| 6.  | "Got a Hold on Me"                    | 2:14   |
| 7.  | "There Goes the Neighborhood"         | 3:17   |
| 8.  | "Forget Me"                           | 3:21   |
| 9.  | "When He Leaves You"                  | 4:21   |
| 10. | "Crime of the Century"                | 3:29   |

## Personnel
- Trommer: Paul Leim, Larrie Londin
- Percussion: Terry McMillan
- Bas: Mike Brignardello, Glenn Worf
- Akustisk guitar: Mark Casstevens, Allen Frank Estes, Chris Leuzinger, Billy Joe Walker, Jr., John Willis
- Elekstrisk guitar: Steve Gibson, Billy Joe Walker Jr., Reggie Young
- Steel Guitar: Sonny Garrish
- Synthesizer: Costo Davis
- Keyboards: David Briggs, Costo Davis, Gary Prim
- Mundharmonika: Terry McMillan, Kirk "Jelly Roll" Johnson
- Sang: Shania Twain
- Baggrundsvokal: Anthony Martin, John Wesley Ryles, Ronny Scaife, Shania Twain, Cindy Richardson Walker, Dennis Wilson, Curtis Young
- Produceret af Norro Wilson og Harold Shedd
- Mixet af Jim Cotton, Todd Culross, Graeme Smith og Joe Scaife
- Mastered af Marty Williams

## Hitlister
| Hitliste (1993–2000)          | Højeste placering |
| ----------------------------- | ----------------- |
| Canadian Country Albums (RPM) | 28                |
| Norge (VG-lista)              | 40                |
| Skotland (OCC)                |                   |
| UK Albums (OCC)               | 113               |
| UK Country Albummer (OCC)     | 3                 |
| US Country Albums (Billboard) | 67                |
| US Catalog Albums (Billboard) | 35                |

## Certificeringer
| Land                                                                                                 | Certificering | Salg   |
| --- | ------------- | ------ |
| Storbritannien (BPI)                                                                                 | Silver        | 85,692 |
| ^Forsendelsestal baseret på certificering alene. xUspecificerede tal baseret på certificering alene. |               |        |

## Udgivelseshistorik
| Område                 | Dato              | Format           | Pladeselskab      |
| ---------------------- | ----------------- | ---------------- | ----------------- |
| USA, Canada            | 20. april, 1993   | CD, kassettebånd | Mercury Nashville |
| Storbritannien, Europa | Maj, 2000         | CD               | Mercury Nashville |
| USA                    | 14. oktober, 2016 | LP vinyl         | Mercury Nashville |